# Cixius selengensis
Cixius selengensis är en insektsart som beskrevs av Alexander Fyodorovich Emeljanov 1979. Cixius selengensis ingår i släktet Cixius och familjen kilstritar. Inga underarter finns listade i Catalogue of Life.